# مصطفى جانتكين
 مصطفى إلفان جانتكين (بالتركية: Mustafa Cantekin)‏ (1878 - 21 أكتوبر 1955) طبيب عسكري للجيش العثماني وسياسي في تركيا . كان عضو في المنظمات المعارضة لنظام السلطان العثماني عبد الحميد الثاني.